# ئوآن کول
جان ریکاردو آی. «ئوآن» کول (متولد ۲۳ اکتبر ۱۹۵۲) یکی از اندیشمندان و مورخان آمریکایی معاصر در حوزهٔ خاورمیانه و جنوب آسیاست. او استاد تمام کرسی «ریچارد میچل کالیگیت» رشتهٔ تاریخ در دانشگاه میشیگان است. کول چندین کتاب با موضوع خاورمیانهٔ مدرن چاپ کرده‌است و مترجم برخی متون عربی و فارسی به انگلیسی است. او که از خانواده‌ای مسیحی بود، در سال ۱۹۷۲ به بهائیت روی آورد، ولی در سال ۱۹۹۶، در پی اختلاف شدید با موسسات بهایی، از آن خارج شد.

## پیشینه و تحصیلات
کول در البوکرکی واقع در ایالت نیومکزیکو متولد شد. پدرش در سپاه سیگنال وابسته به ارتش ایالات متحده آمریکا خدمت می‌کرد. در سن دو سالگی، خانوادهٔ او از نیومکزیکو به فرانسه انتقال مکان دادند. پدرش به همراه ارتش ایالات متحده آمریکا، دو دوره و مجموعاً به مدت هفت سال، به فرانسه مسافرت کرد و یک دورهٔ هجده ماه در مقر کاگنیو در اسمره، پایتخت کشور اریتره، و پس از آن در اتیوپی گذراند.
او بیان می‌کند که برای اولین بار در اریتره، که جمعیت آن حدوداً نصف مسیحی و نصف مسلمان هست، به اسلام علاقه‌مند شد. کول در نقاط مختلفی به مدرسه رفته‌است و طی دوازده سال، در دوازده مدرسه درس خوانده‌است؛ مدارسی در پایگاه‌های نظامی، مدارس شهری، و از جمله مدارسی در ایالات متحدهٔ آمریکا به خصوص در ایالت کالیفرنیا و ایالت کارولینای شمالی. کول مدرک کارشناسی خود را از دانشگاه نورث‌وسترن در سال ۱۹۷۵ در رشتهٔ تاریخ و متون مذهبی دریافت کرد. او در پایان دورهٔ کارشناسی خود تحقیقی را در بیروت، پایتخت لبنان، انجام داد. سپس در سال ۱۹۷۵ برای تحصیلات تکمیلی به همان شهر بازگشت، ولی جنگ‌های داخلی لبنان مانع از ادامهٔ تحصیل او در این کشور شد؛ بنابراین او دورهٔ کارشناسی ارشد را در رشتهٔ مطالعات اسلامی و خاورمیانه در دانشگاه آمریکایی قاهره شروع کرد و در سال ۱۹۷۸ فارغ‌التحصیل شد. سپس، کول دوباره به بیروت بازگشت و به مدت یک سال به‌عنوان مترجم در یک روزنامه مشغول به کار شد. او از سال ۱۹۷۹ تا ۱۹۸۴ دورهٔ دکترای خود را در رشتهٔ مطالعات اسلامی دانشگاه کالیفرنیا، لس آنجلس تکمیل نمود. کول پس از اتمام دورهٔ دکترا، به، عنوان استادیار رشتهٔ تاریخ دانشگاه میشیگان شروع به کار کرد و در سال ۱۹۹۵ به درجهٔ استاد تمامی رسید.
کول دارای پیشینهٔ خانوادگی مرکب از کاتولیک و پروتستان بود و در پایگاه‌های نظامی به صورت پروتستان رشد پیدا کرد. او در اواخر دههٔ ۱۹۶۰ و دههٔ ۱۹۷۰ به ادیان شرقی مانند بودایی علاقه‌مند شد. سپس، در سال ۱۹۷۲ هنگام تحصیل در دورهٔ کارشناسی در دانشگاه نورث‌وسترن، عضو بهائیت شد و پس از آن تحقیقاتش بر روی این مذهب تمرکز پیدا کرد. او در سال ۱۹۹۶، بعد از نزاعی شدید با تشکیلات بهائی در رابطه با سیستم مدیریتی آن، از بهائیت خارج شد.

## انتصابات و جوائز
بورس تحصیلی برنامه فولبرایت-هیز برای رفتن به هند (۱۹۸۲) و مصر (۱۹۸۵–۱۹۸۶) به کول اهدا شد. در سال ۱۹۹۱ گرنت مؤسسهٔ ملی علوم انسانی آمریکا را برای تحقیقات در مورد اعتقادات و تاریخ شیعه دریافت کرد. کول از ۱۹۹۹ تا ۲۰۰۴ سردبیر مجلهٔ بین‌المللی مطالعات خاورمیانه بود. او در دفاتر حرفه‌ای انستیتو آمریکایی مطالعات ایرانیان و دایرهٔ سردبیر مجلهٔ مطالعات ایرانیان خدمت کرده‌است. کول در نوامبر ۲۰۰۴ به‌عنوان رئیس انجمن مطالعات خاورمیانه در آمریکای شمالی انتخاب شد. در ۲۰۰۶ جایزهٔ جیمز آندرسون برای روزنامه‌نگاری در صلح اجتماعی را از کالج هانتر دریافت کرد.

## سوابق علمی
- ۱۹۷۵: کارشناسی تاریخ و متون مذهبی، دانشگاه نورث‌وسترن
- ۱۹۷۸: کارشناسی ارشد مطالعات عربی و تاریخ، دانشگاه آمریکایی قاهره
- ۱۹۸۴: دکترای مطالعات اسلامی، دانشگاه کالیفرنیا، لس آنجلس
- ۱۹۸۴–۱۹۹۰: استادیار رشتهٔ تاریخ، دانشگاه میشیگان
- ۱۹۹۰–۱۹۹۵: دانشیار رشتهٔ تاریخ، دانشگاه میشیگان
- ۱۹۹۲–۱۹۹۵: مدیر مرکز مطالعات خاورمیانه و شمال آفریقا، دانشگاه میشیگان
- ۱۹۹۵–۲۰۰۷: استادتمام رشتهٔ تاریخ، دانشگاه میشیگان
- ۲۰۰۷ تا اکنون: استادتمام کرسی ریچارد میچل کالیگیت رشتهٔ تاریخ، دانشگاه میشیگان
- ۲۰۰۹–۲۰۱۲: مدیر مرکز مطالعات آسیای جنوبی، دانشگاه میشیگان

## زمینه‌های تحقیقاتی
کول که در سال ۱۹۷۲ بهائی شده بود، تحقیقات دانشگاهی‌اش را در زمینهٔ بهائیت آغاز کرد. بهائی بودنش او را به مطالعهٔ زبان‌ها، فرهنگ و تاریخ خاورمیانه (خاستگاه بهائیت) و تبلیغ بهائیت در کشورهایی که مسلمانان زیادی داشتند، تشویق کرد. کشورهایی چون لبنان، مصر، اردن و هند. او اکنون به عربی فصیح، عربی لبنانی و مصری، فارسی و اردو سخن می‌گوید و به زبان ترکی آشناست. برخی از علاقه‌مندی‌های کول ریشه در پیشینهٔ بهائی او دارند. او دربارهٔ هلال شیعی و به‌طور کلی اسلام نیز مطالبی نگاشته‌است.
مقالات او دربارهٔ احمد احسائی بر اساس تحقیقات او در راستای گرنت مؤسسهٔ ملی علوم انسانی آمریکا بوده‌است. کول به این نتیجه رسید که احمد احسائی به اشتباه بعداً به مذاهب بابی و بهائی منتسب شده‌است و این مذاهب از نظر اعتقادات در ادامهٔ راه شیخیه قرار نمی‌گیرند.
کول در سال ۱۹۹۶ و در پی ناسازگاری با رهبری تشکیلات بهائی از بهائیت خارج شد. او بعدتر اعلام کرد که به عقیده‌ای شخصی دست یافته‌است اما همچنان علقه‌ای به بهائیت ندارد. کول سال‌ها پس از خروجش از بهائیت به انتشار کتاب در آن باره ادامه داد. البته موضوع نوشته‌های او پس از حملات ۱۱ سپتامبر مشخصاً سیاسی‌تر شد. او سه جلد از آثار عربی جبران خلیل جبران را به انگلیسی ترجمه کرده‌است.

### مطالعات بهائیت
کول در سال ۱۹۷۲ به دیانت بهائی گروید و ۲۵ سال برای حمایت از این دین به نوشتن و سفر پرداخت. او چندین اثر داشت که از طریق ناشران بهائی منتشر شده بود و سر دبیر یک مجله آنلاین در مورد مذاهب و ادیان شیخی، بابی و بهائی بود. برخی از این ترجمه‌های غیررسمی و دو جلد از میرزا ابوالفضل گلپایگانی بود.
کول در سال ۱۹۹۴ در یک گروه بحث شرکت کرد که به کانونی برای مخالفت دانشگاهیان بهائی علیه موسسات بهائی تبدیل شد. کول به عنوان رهبری یک جناح مخالف شناخته شد و در سال ۱۹۹۶ پس از مواجهه با موسسه‌های بهائی از عضویت خود استعفا داد. او خود را یک وحدت‌گرا اعلام کرد. کول در سال‌های ابتدایی کارش ارتباطاتی با پژوهشگران بهائی هم‌فکر خودش برقرار ساخت. او پروژهٔ اچ‌بهائی را تأسیس کرد و در این سایت بسیاری از آثار دست‌نیافتنی ازلی و بهائی مانند کتاب «بیان فارسی» و «بدیع» را منتشر ساخت. بسیاری از نوشته‌های آغازین او توسط انتشارات بهائی یا در نشریهٔ برخط سایتش منتشر می‌شد که برخی از آن‌ها ترجمهٔ آثار گلپایگانی بودند.

### کتاب رسالهٔ دکترا
کتاب کول با عنوان ریشه‌های تشیع شمال هند در ایران و عراق: دین و حکومت در دوران اوده (۱۷۲۲–۱۸۵۹) (به انگلیسی: Roots of North Indian Shism in Iran and Iraq: Religion and State in Awadh. 1722-1859)، توسط انتشارات دانشگاه کالیفرنیا در سال ۱۹۸۴ (میلادی) به چاپ رسید. این کتاب بر اساس رسالهٔ دکترای کول در دانشگاه کالیفرنیا در لس آنجلس است. محور اصلی این کتاب بررسی تاریخی تشکیل پاکستان در سال ۱۹۷۴ و انقلاب اسلامی ایران در سال ۱۹۷۹ است، که نمایانگر تأثیر دین در تشکیل حکومت است.
این کتاب دارای چهار فصل است. فصل اول مقدمه دارای دو زیرفصل است: زیرفصل اول، ریشه‌های خاورمیانه‌ای تشیع اوده و زیرفصل دوم، تشکیل حکومت شیعی در اوده و نقش علما در آن. فصل دوم نیز دارای دو زیرفصل است: در زیرفصل اول، به تشیع و گروه‌های اجتماعی مسلمانان و در زیرفصل دوم، به تشیع عامیانه پرداخته شده‌است. فصل سوم در چهار زیرفصل به آغاز نهادهای رسمی شیعه در اوده، فقهای جدید و تلاش برای رهبری دینی این حکومت و نسل دوم فقهای اصولی، حاکمیت روحانی و ایجاد نهاد شیعی پرداخته‌است. در انتها، فصل پایانی به دو زیرفصل روابط سنیان، هندوها و شیعیان و نیز، به رویکرد مجتهدان با تمدن غرب، از کمک‌رسانی گرفته تا پیوند، و نیز انقلاب پرداخته‌است. با توجه به تسلط او به زبان‌های متفاوت و ارتباط آن‌ها به این تحقیق، در پایان، واژه‌نامهٔ اصطلاحات عربی، اردو و فارسی و نیز کتابنامهٔ منتخب آورده شده‌است.

## گروه‌های مباحثات رایانامه‌ای
کول مطالعات بهائی خود را، با روی کار آمدن شبکهٔ تارنمای جهانی و مباحثات در فهرست ایمیل، از ابتدا تا اواسط دههٔ ۱۹۶۰ از سر گرفت. او توانست مدارک بابی و بهائی به زبان فارسی و عربی را با دیگر علاقه‌مندان این مباحث، شامل برخی محققان و افراد ایرانی-آمریکایی به اشتراک بگذارد و به یک مجموعهٔ شخصی بزرگ‌تر از گذشته دست پیدا کند. او توانست یافته‌های جدید خود را در فهرست ایمیل به بحث و بررسی بگذارد. این دسترسی او به مدارک و اسناد جدید، به همراه تحقیقات او در رابطه با عثمانیان و اسناد عثمانیان در مورد تفکرات بهائی در سدهٔ ۱۹ میلادی و همچنین مباحثات رایانامه‌ای، به نوشتن کتابی به‌نام «مدرنیته و هزاره» در سال ۱۹۹۸ ختم شد. نه کتاب و نه مباحثات رایانامه‌ای توسط مدیریت اصولگرای بهائی مورد اقبال قرار نگرفت. کتاب چند سال بعد از تهدید کول به «ناقض عهد و میثاق» شدن و در پی آن طرد و ترک پر سر و صدای او از بهائیت، چاپ شد. به چند دلیل نوشتن در مورد بهائیت خیلی پر بازده نبوده‌است؛ اول این‌که، تنها چند مؤسسهٔ محدود غربی به تحقیقات در مورد مسائل ادیان اقلیت در ایران علاقه‌مند بودند و تئوری‌های به‌دست آمده از مطالعات ادیان، بازخورد کمی در نوشته‌های تحقیقاتی دانشگاهی داشت. همچنین، در خود ایران، بهائیت یک بحث «تابو» است، بنابراین ایرانیان از بحث در مورد آن پرهیز می‌کنند؛ و نیز گفته شده که تعدادی از بهائیان به انجام تحقیقات دانشگاهی در مورد سنت‌های خودشان بی‌علاقه هستند. بنابراین نوشتن کتاب مذکور تنها یک کار محققانه بوده‌است، چرا که هیچ‌کدام از سه گروه مطرح شده به‌صورت وسیع آن را مورد مطالعه و بحث قرار نخواهند داد. مرلین سوآرتز مقاله‌ای در مورد این کتاب در مجلهٔ آمریکایی تاریخ نوشت و آن را مقاله‌ای با دقت و ریزبینانه و همچنین بازتابنده و روشنگر حقیقت خواند. مارگیت واربورگ از دانشگاه کپنهاگ در کتاب تاریخ مذهب مطرح کرد: «کول متون اصلی فارسی و عربی را در بستر تفکرات و سیاست خاورمیانه و به‌خصوص تحرکات عثمانی اخیر و تحولات حکومت در ایران بررسی کرده‌است. او از منابع پرارزش فارسی، عربی و ترکی و همچین از دانش وسیع خود در بهائیت و تاریخ خاورمیانه بهره برده‌است تا یک تحقیق عالی، قابل پذیرش، و با جزئیات در مورد تاریخ اندیشه انجام دهد. کول از تاریخ خرد استفاده کرده‌است تا تصویر ما از منطقه را توسعه ببخشد». «کول نشان داد که شباهت زیادی بین بهائیت و سنت سیمونیانیسم موجود است.»

## آثار

### متون ویراستاری شده
- Engaging the Muslim World, Palgrave Macmillan, 2009. شابک ‎۰−۲۳۰−۶۰۷۵۴−۳
- Napoleon's Egypt: Invading the Middle East, Palgrave Macmillan, 2007. شابک ‎۱−۴۰۳۹−۶۴۳۱−۹
- The Ayatollahs and Democracy in Iraq, Amsterdam University Press, 2006. شابک ‎۹۷۸−۹۰−۵۳۵۶−۸۸۹−۷
- Nationalism and the Colonial Legacy in the Middle East and Central Asia. Co-edited with Deniz Kandiyoti. Special Issue of The International Journal of Middle East Studies Vol. 34, no. 2 (مه ۲۰۰۲), pp. 187–424
- Sacred Space and Holy War: The Politics, Culture and History of Shi`ite Islam, London: I.B. Tauris, 2002. شابک ‎۱−۸۶۰۶۴−۷۳۶−۷
- Modernity and the Millennium:The Genesis of the Baháʼí Faith in the Nineteenth-Century Middle East. New York: Columbia University Press, 1998. شابک ‎۰−۲۳۱−۱۱۰۸۱−۲
- Colonialism and Revolution in the Middle East: Social and Cultural Origins of Egypt's `Urabi Movement. Princeton: Princeton University Press, 1993. Paperback edn. , Cairo: American University in Cairo Press, 1999.
- Comparing Muslim Societies (edited, Comparative Studies in Society and History series); Ann Arbor: University of Michigan Press, 1992.
- Roots of North Indian Shi`ism in Iran and Iraq: Religion and State in Awadh, 1722-1859. Berkeley and Los Angeles: University of California Press, 1988; New Delhi: Oxford University Press, 1991)
- Shi'ism and Social Protest. (edited, with Nikki Keddie), New Haven: Yale University Press, 1986.
- Muhammad: Prophet of Peace Amid the Clash of Empires. Bold Type Books, 2018. شابک ‎۹۷۸−۱۵۶۸۵۸۷۸۳۷

### مقالات و فصول کتاب[۱۶]
- "Islamophobia and American Foreign Policy Rhetoric: The Bush Years and After". In John L. Esposito and Ibrahim Kalin, eds. , Islamophobia: the Challenge of Pluralism in the 21st Century (Oxford: Oxford University Press, 2011), pp. 127–142.
- "Shi'ite Parties and the Democratic Process in Iraq". In Mary Ann Tetreault, Gwen Okruhlik, and Andrzej Kapiszewski, eds. Political Change in the Arab Gulf States: Stuck in Transition. (Boulder, Co. : Lynne Rienner Publishers, 2011). pp. 49–71.
- "Notes on 'Iran Today.' Michigan Quarterly Review. (Winter, 2010), pp. 49–55.
- "Playing Muslim: Bonaparte's Army of the Orient and Euro-Muslim Creolization". In David Armitage and Sanjay Subrahmaniyam, eds. , The Age of Revolutions in Global Context, c. 1760-1840. (New York: Palgrave Macmillan, 2010), pp. 125–143.
- "Struggles over Personal Status and Family Laws in Post-Baathist Iraq". In Kenneth Cuno and Manisha Desai, eds. , Family, Gender and Law in a Globalizing Middle East and South Asia (Syracuse: Syracuse University Press, 2009), pp. 105–125.
- "Iraq and the Israeli-Palestinian Conflict in the Twentieth Century". Macalester International, Volume 23 (Spring 2009): 3–23.
- "The Taliban, Women and the Hegelian Private Sphere", in Robert D. Crews and Amin Tarzi, The Taliban and the Crisis of Afghanistan (Cambridge, Mass. : Harvard University Press, 2008), pp. 118–154 (revised version of Social Research article below.)
- "Islamophobia and American Foreign Policy" Islamophobia and the Challenges of Pluralism in the 21st Century, (Washington, D.C. : ACMCU Occasional Papers, Georgetown University, 2008). Pp. 70–79.
- "Marsh Arab Rebellion: Grievance, Mafias and Militias in Iraq", Fourth Wadie Jwaideh Memorial Lecture, (Bloomington, IN: Department of Near Eastern Languages and Cultures, Indiana University, 2008). pp. 1–31.
- "The Decline of Grand Ayatollah Sistani's Influence". Die Friedens-Warte: Journal of International Peace and Organization. Vol. 82, nos.2–3 (2007): 67–83.
- "Shia Militias in Iraqi Politics". In Markus Bouillon, David M. Malone and Ben Rowswell, eds. , Iraq: Preventing a New Generation of Conflict (Boulder, Co. : Lynne Rienner, 2007), pp. 109–123.
- "Anti-Americanism: It's the Policies". AHR Forum: Historical Perspectives on Anti-Americanism. The American Historical Review, 111 (October, 2006): 1120–1129.
- "The Rise of Religious and Ethnic Mass Politics in Iraq", in David Little and Donald K. Swearer, eds. , Religion and Nationalism in Iraq: A Comparative Perspective (Cambridge, Mass. : Center for the Study of the World Religions/ Harvard University Press, 2006), pp. 43–62.
- "Muslim Religious Extremism in Egypt: A Historiographical Critique of Narratives", in Israel Gershoni, et al. , eds. Middle East Historiographies: Narrating the Twentieth Century (Seattle: University of Washington Press, 2006), pp. 262–287.
- "Of Crowds and Empires: Afro-Asian Riots and European Expansion, 1857–1882". [Extensively revised.] In Fernando Coronil and Julie Skurski, eds. States of Violence. Ann Arbor: University of Michigan Press, 2006, pp. 269–305.
- "Empires of Liberty? Democracy and Conquest in French Egypt, British Egypt and American Iraq". In Lessons of Empire: Imperial Histories and American Power. Ed. Calhoun, Craig, Frederick Cooper and Kevin W. Moore, eds. New York: The New Press, 2006. pp. 94–115. .
- "A 'Shiite Crescent'? The Regional Impact of the Iraq War". Current History. (ژانویه ۲۰۰۶): ۲۰–۲۶.
- Juan Cole et al. , "A Shia Crescent: What Fallout for the U.S. ?" Middle East Policy Volume XII, Winter 2005, Number 4, pp. 1–27. (Joint oral round table).
- "The United States and Shi'ite Religious Factions in Post-Ba'thist Iraq", The Middle East Journal, Volume 57, Number 4, Autumn 2003, pp. 543–566.
- "The Imagined Embrace: Gender, Identity and Iranian Ethnicity in Jahangiri Paintings". In Michel Mazzaoui, ed. Safavid Iran and her Neighbors (Salt Lake City: Utah University Press, 2003), pp. 49–62.
- "Mad Sufis and Civic Courtesans: The French Republican Construction of Eighteenth-Century Egypt". In Irene Bierman, ed. Napoleon in Egypt. (London: Ithaca Press, 2003), pp. 47–62.
- "Al-Tahtawi on Poverty and Welfare", in Michael Bonner, Mine Ener and Amy Singer, eds. Poverty and Charity in Middle Eastern Contexts (Albany, NY: State University of New York Press, 2003), pp. 223–238.

### ترجمه‌ها
- Religion in Iran: From Zoroaster to Baha'u'llah by Alessandro Bausani. [Editor of this English translation of Persia Religiosa, Milan, 1958, and contributor of afterwords and bibliographical updates]. New York: Bibliotheca Persica Press, 2000.
- Broken Wings: A Novel by Kahlil Gibran. [Translation of the Arabic novel, al-Ajnihah al-Mutakassirah.] Ashland, Or. : White Cloud Press, 1998)
- The Vision [ar-Ru'ya] of Kahlil Gibran [prose poems translated from the Arabic]. Harmondsworth: Penguin, 1998. [Hardcover Edn.: Ashland, Or.: White Cloud Press, 1994)
- Spirit Brides [`Ara'is al-muruj] of Kahlil Gibran [short stories translated from the Arabic]. Santa Cruz: White Cloud Press, 1993.
- Letters and Essays 1886–1913 (Rasa'il va Raqa'im) of Mírzá Abu'l-Fadl Gulpaygani [tr. from Arabic and Persian]. Los Angeles: Kalimat Press, 1985.
- Miracles and Metaphors (Ad-Durar al-bahiyyah) of Mírzá Abu'l-Fadl Gulpaygani [tr. from the Arabic and annotated]. Los Angeles: Kalimat Press, 1982)